# Rucphen
Rucphen – miasto i gmina w prowincji Brabancja Północna w Holandii. Liczy sobie 22 213 mieszkańców (2014).

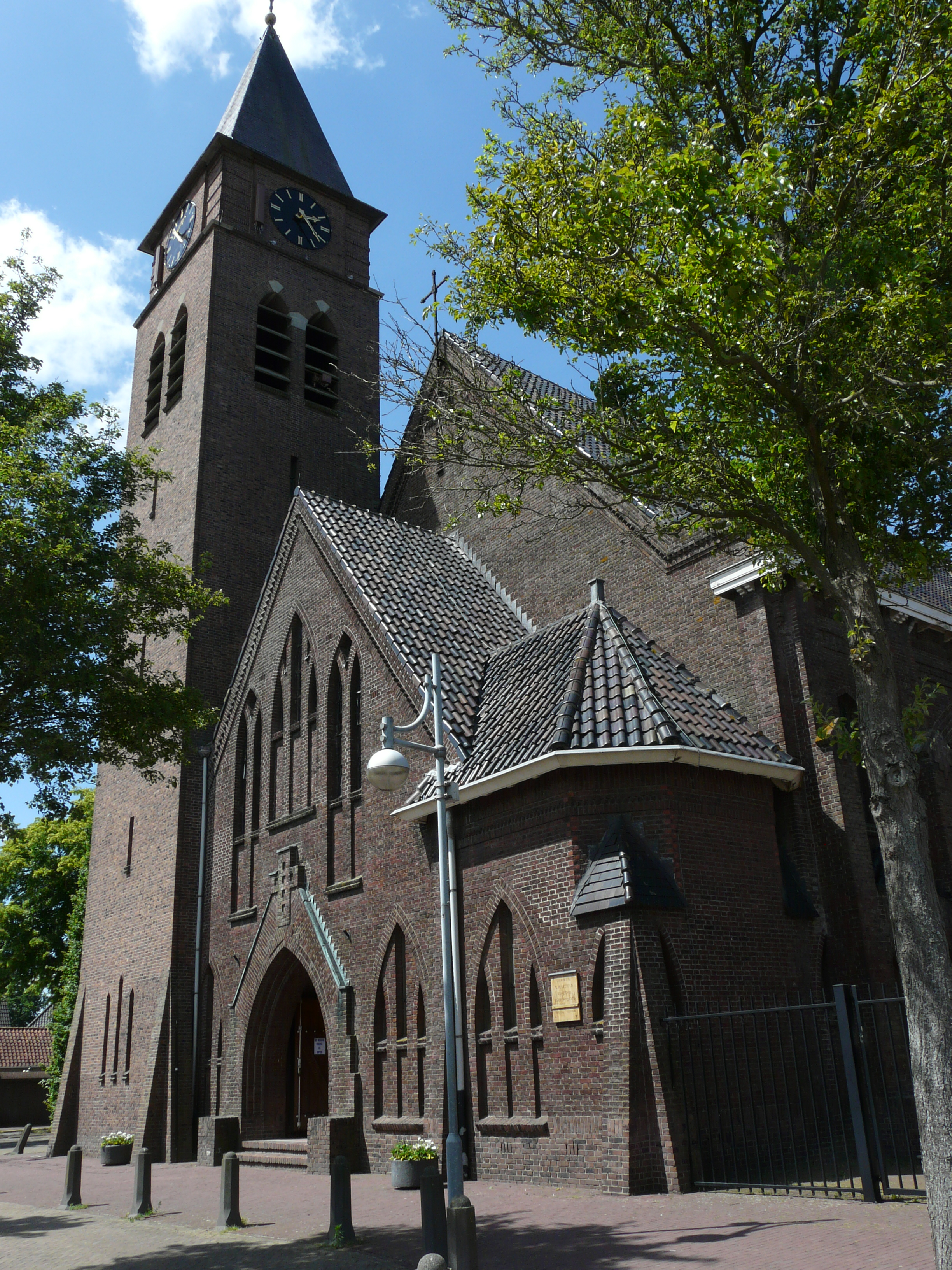
Kościół św. Marcina

W miejscowości znajduje się wybudowany w 1933 roku kościół św. Marcina z cechami ekspresjonizmu. Wieża została zniszczona w 1944 roku, później odbudowana w zmienionej formie. W Rucphen jest także wiatrak Heimolen wzniesiony w 1866 roku. W miejscowości jest także kryty stok narciarski Skidome. Przez Rucphen przechodzi autostrada A58.
W Rucphen mieszka kolarz Bobbie Traksel.

## Miejscowości gminy
- Rucphen (4700 mieszk.)
- Schijf (1400 mieszk.)
- Sippy (5100 mieszk.)
- Sint Willebrord (9100 mieszk.)
- Zegge (2050 mieszk.)